# Baldwin (Familienname)
Baldwin ist ein englischer Familienname.

## Namensträger

### A
- A. Michael Baldwin (* 1963), US-amerikanischer Schauspieler
- Abraham Baldwin (1754–1807), US-amerikanischer Politiker und Gründervater
- Adam Baldwin (* 1962), US-amerikanischer Schauspieler
- Alec Baldwin (* 1958), US-amerikanischer Schauspieler
- Alexander White Baldwin (1835–1869), US-amerikanischer Jurist
- Augustus C. Baldwin (1817–1903), US-amerikanischer Politiker

### B
- Bob Baldwin (* 1955), australischer Politiker
- Bobby Baldwin (* 1950), US-amerikanischer Pokerspieler

### C
- Caleb Baldwin (Boxer) (1769–1827), englischer Boxer in der Bare-knuckle-Ära
- Chris Baldwin (* 1975), US-amerikanischer Radrennfahrer
- Craig Baldwin (* 1952), US-amerikanischer Videokünstler und Filmemacher

### D
- Dalton Baldwin (1931–2019), US-amerikanischer Pianist
- Daniel Baldwin (* 1960), US-amerikanischer Schauspieler
- Doug Baldwin (* 1988), US-amerikanischer American-Football-Spieler
- Dougie Baldwin (* 1996), australischer Schauspieler

### E
- Ebert Baldwin (1525–1593), deutscher Baumeister und Astronom, siehe Ebert Baldewein
- Edward Baldwin, 4. Earl Baldwin of Bewdley (1938–2021), britischer Adliger und Politiker
- Eric Baldwin (* 1984), US-amerikanischer Pokerspieler
- Evelyn Briggs Baldwin (1862–1933), US-amerikanischer Polarforscher

### F
- Frank Baldwin (General) (1842–1923), US-amerikanischer Generalmajor
- Frank Stephen Baldwin (1838–1925), US-amerikanischer Erfinder
- Frederick Walker Baldwin (1882–1948), kanadischer Politiker und Luftfahrtpionier sowie Mitbegründer der Aerial Experiment Association

### G
- Guillermo Baldwin (1910–??), peruanischer Sportschütze

### H
- Hailey Rhode Baldwin (* 1996), US-amerikanisches Model, siehe Hailey Bieber
- Hanson W. Baldwin (1903–1991), US-amerikanischer Journalist
- Harry Streett Baldwin (1894–1952), US-amerikanischer Politiker
- Heath Baldwin (* 2001), US-amerikanischer Leichtathlet
- Henry Baldwin (Richter) (1780–1844), US-amerikanischer Jurist
- Henry Alexander Baldwin (1871–1946), US-amerikanischer Politiker
- Henry P. Baldwin (1814–1892), US-amerikanischer Politiker
- Howard Baldwin, US-amerikanischer Unternehmer und Filmproduzent

### I
- Ian T. Baldwin (* 1958), US-amerikanischer Biologe
- Ireland Baldwin (* 1995), US-amerikanisches Model

### J
- Jack Baldwin (1938–2020), britischer Chemiker
- James Baldwin (1924–1987), US-amerikanischer Schriftsteller und Bürgerrechtler
- James L. Baldwin (1921–1979), US-amerikanischer Generalmajor
- James Mark Baldwin (1861–1934), US-amerikanischer Philosoph und Psychologe
- John Baldwin (Musiker) († 1615), englischer Tenor und Komponist
- John Baldwin (Politiker) (1772–1850), US-amerikanischer Politiker (Connecticut)
- John Baldwin (Pädagoge) (1799–1884), US-amerikanischer Pädagoge und Collegegründer
- John Baldwin, eigentlicher Name von John Paul Jones (Musiker) (* 1946), britischer Musiker
- John Baldwin (Autor) (* 1957), kanadischer Autor
- John Baldwin (Eiskunstläufer) (* 1973), US-amerikanischer Eiskunstläufer
- John Brown Baldwin (1820–1873), US-amerikanischer Politiker (Virginia)
- John Denison Baldwin (1809–1883), US-amerikanischer Politiker (Massachusetts)
- John Evan Baldwin (1931–2010), britischer Astronom
- John Eustace Arthur Baldwin (1892–1975), britischer Air Marshal
- John F. Baldwin (1915–1966), US-amerikanischer Politiker (Kalifornien)
- John W. Baldwin (John Wesley Baldwin, 1929–2015), US-amerikanischer Historiker und Mediävist
- Johnny Baldwin (* 1949), US-amerikanischer Boxer
- Joseph Baldwin (Pädagoge) (1827–1899), US-amerikanischer Pädagoge
- Joseph Baldwin (Ruderer) (Joe Baldwin; * 1938), US-amerikanischer Ruderer
- Joseph C. Baldwin (1897–1957), US-amerikanischer Politiker
- Joseph Glover Baldwin (1815–1864), US-amerikanischer Schriftsteller, Politiker und Jurist

### K
- Kevin Baldwin, britischer Animator
- Kimberly Baldwin (* 1970), US-amerikanischer Radsportlerin
- Ky Baldwin (* 2001), australischer Schauspieler, Singer, Songwriter

### L
- Laura Baldwin (* 1980), britische Seglerin
- Loammi Baldwin (1744/1745–1807), US-amerikanischer Ingenieur, Offizier und Politiker
- Loammi Baldwin, Jr. (1780–1838), US-amerikanischer Rechtsanwalt und Ingenieur

### M
- Maria Louise Baldwin (1856–1922), US-amerikanische Pädagogin und Bürgerrechtlerin
- Matthias William Baldwin (1795–1866), US-amerikanischer Industrieller
- Max Baldwin (* 1928), australischer Kanute
- Melvin Baldwin (1838–1901), US-amerikanischer Politiker
- Michael Baldwin (* 1945), britischer Konzeptkünstler
- Mike Baldwin (* 1955), US-amerikanischer Motorradrennfahrer

### N
- Nathaniel Baldwin (1878–1961), Erfinder des Kopfhörers
- Neil Baldwin, britischer Clown

### O
- Oliver Baldwin, 2. Earl Baldwin of Bewdley (1899–1958), britischer Schriftsteller und Politiker

### P
- Peter Baldwin (Regisseur) (1931–2017), US-amerikanischer Schauspieler und Regisseur
- Peter Baldwin (Schauspieler) (1933–2015), britischer Schauspieler
- Peter Baldwin (Politiker) (* 1951), australischer Politiker
- Peter Baldwin (Historiker) (* 1956), US-amerikanischer Historiker
- Phil Baldwin (* 1942), US-amerikanischer Boxer

### R
- Ralph Baldwin (1932–1995), italienischer Schauspieler, siehe Raf Baldassarre
- Ralph B. Baldwin (1912–2010), US-amerikanischer Astrophysiker
- Raymond E. Baldwin (1893–1986), US-amerikanischer Politiker
- Richard Baldwin (* um 1958), US-amerikanischer Wirtschaftswissenschaftler und Hochschullehrer
- Robert Baldwin (1804–1858), kanadischer Anwalt und Politiker
- Roger Baldwin (Badminton) (* 1943), englischer Badmintonspieler
- Roger Nash Baldwin (1884–1981), US-amerikanischer Bürgerrechtler
- Roger Sherman Baldwin (1793–1863), US-amerikanischer Politiker

### S
- Sally Baldwin (1940–2003), britische Sozialwissenschaftlerin und Hochschullehrerin
- Scott Baldwin (* 1988), walisischer Rugby-Union-Spieler
- Simeon Baldwin (1761–1851), US-amerikanischer Politiker
- Simeon Eben Baldwin (1840–1927), US-amerikanischer Politiker
- Stanley Baldwin (1867–1947), britischer Politiker
- Stephen Baldwin (* 1966), US-amerikanischer Schauspieler

### T
- Tammy Baldwin (* 1962), US-amerikanische Politikerin
- Thomas Baldwin (Architekt) (1750–1820), britischer Architekt und Entdecker
- Thomas Baldwin (Philosoph) (* 1947), britischer Philosoph
- Thomas Baldwin (Filmschaffender) († 2022), US-amerikanischer Drehbuchautor, Filmregisseur, Filmproduzent und Filmschauspieler
- Thomas Baldwin (Bassist), US-amerikanischer Bassist
- Thomas Scott Baldwin (1854–1923), US-amerikanischer Ballonfahrer und Luftschiffer

### V
- Vincent John Baldwin (1907–1979), US-amerikanischer Geistlicher, Weihbischof in Rockville Centre

### W
- Walter Baldwin (1889–1977), US-amerikanischer Schauspieler
- William Baldwin (* 1963), US-amerikanischer Schauspieler
- William Edwin Baldwin (1827–1864), US-amerikanischer Brigadegeneral
- William Warren Baldwin (1775–1844), kanadischer Arzt, Anwalt und Politiker